# Danh sách cuộc xâm lược
Đây là danh sách các cuộc xâm lược theo thứ tự thời gian.

## 2000–nay
| Xâm lược              | Lực lượng xâm lược                   | Lực lượng phòng thủ                               |
| --------------------- | ------------------------------------ | ------------------------------------------------- |
| Xâm lược Ukraina 2022 | Nga                                  | Ukraina                                           |
| Xâm lược Socotra 2018 | Các Tiểu vương quốc Ả Rập Thống nhất | Yemen                                             |
| Xâm lược Gambia 2017  | Senegal · Nigeria · Ghana            | Gambia                                            |
| Xâm lược Syria 2016   | Thổ Nhĩ Kỳ                           | Rojava · Nhà nước Hồi giáo Iraq và Levant · Syria |
| Xâm lược Somalia 2011 | Kenya                                | Somalia                                           |
| Xâm lược Anjouan 2008 | Comoros                              | Anjouan                                           |
| Xâm lược Somalia 2006 | Ethiopia                             | Somalia                                           |
| Xâm lược Iraq 2003    | Hoa Kỳ Anh                           | Iraq                                              |

## 1946 - 1999
- 1999: Hoa Kỳ xâm lược Panama
- 1999: NATO ném bom Cộng hòa Liên bang Nam Tư
- 1998: Eritrea xâm lược Ethiopia
- 1994: Mỹ và một số nước xâm lược Haiti
- 1990: Iraq xâm lược Kuwait nhưng bị lực lượng LHQ đánh bật
- 1989: Mặt trận yêu nước Liberia từ Côte d'Ivoire phát động xâm chiếm Liberia
- 1989: Mỹ xâm chiếm Panama
- 1988: Trung Quốc xâm chiếm Trường Sa
- 1987: Thái Lan xâm lược Lào
- 1983: Mỹ tấn công Grenada.
- 1982-1988: Việt Nam tiến qua biên giới Thái Lan để tấn công tàn quân Khmer Đỏ
- 1982: Nhân dân và các lực lượng vũ trang Argentina tấn công quần đảo Falkland (do Anh kiểm soát trên thực địa).
- 1980: Iraq xâm lược Iran
- 1979: Liên Xô xâm lược Afghanistan
- 1979-1990: Trung Quốc xâm lược Việt Nam
- 1978: Tanzania và Uganda xâm lược lẫn nhau
- 1978: Khmer Đỏ xâm lược Việt Nam
- 1977: Somalia xâm lược Ethiopia
- 1975-1978: Campuchia tấn công các đảo Thổ Chu, Phú Quốc và các tỉnh Tây Nam Bộ của Việt Nam
- 1975: Indonesia đổ bộ lên Đông Timor
- 1974: Trung Quốc xâm chiếm Hoàng Sa
- 1974: Thổ Nhĩ Kỳ xâm lược đảo Síp
- 1973: Ai Cập, Syria xâm lược Israel
- 1971: Ấn Độ hỗ trợ Bangladesh độc lập khỏi Pakistan sau khi Ấn Độ bị Pakistan ném bom.
- 1968: Sự kiện Tết Mậu Thân (Mặt trận Giải Phóng tấn công Việt Nam Cộng Hòa)
- 1968: Khối Warsaw tấn công Tiệp Khắc
- 1964: Hoa Kỳ bắt đầu ném bom miền bắc Việt Nam
- 1956: Liên Xô đưa quân vào Hungary.
- 1956: Pháp, Anh Quốc,và Israel xâm lược Ai Cập.
- 1950: Bắc Triều Tiên tấn công Hàn Quốc, sau đó Hoa Kỳ và liên quân vượt qua vĩ tuyến 38, dồn Triều Tiên về phía biên giới với Trung Quốc.
- 1950-1951:Trung Quốc xâm lược Tây Tạng.
- 1948: Liban, Syria, Iraq, Ai Cập, Jordan và một số lực lượng khác xâm lược Israel.
- 1947: Pakistan xâm chiếm Kashmir
- 1946: Pháp tái chiếm Đông Dương.

## Chiến tranh thế giới thứ hai (1939-1945)
Chiến tranh thế giới thứ hai (còn được nhắc đến với các tên gọi Đệ nhị thế chiến, Thế chiến II hay Đại chiến thế giới lần thứ hai) là một cuộc chiến tranh thế giới bắt đầu từ khoảng năm 1939 và chấm dứt vào năm 1945. Cuộc chiến có sự tham gia của đại đa số các quốc gia trên thế giới — bao gồm tất cả các cường quốc — tạo thành hai liên minh quân sự đối lập: Đồng Minh và Phe Trục. Trong diện mạo một cuộc chiến tranh toàn diện, Thế chiến II có sự tham gia trực tiếp của hơn 100 triệu nhân sự từ hơn 30 quốc gia. Các bên tham chiến chính đã dồn toàn bộ nguồn lực kinh tế, công nghiệp và khoa học cho nỗ lực tham chiến, làm mờ đi ranh giới giữa nguồn lực dân sự và quân sự. Chiến tranh thế giới thứ hai là cuộc xung đột đẫm máu nhất trong lịch sử nhân loại, gây nên cái chết của 70 đến 85 triệu người, với số lượng dân thường tử vong nhiều hơn quân nhân. Hàng chục triệu người đã phải bỏ mạng trong các vụ thảm sát, diệt chủng (trong đó có Holocaust), chết vì thiếu lương thực hay vì bệnh tật. Máy bay đóng vai trò quan trọng đối với tiến trình cuộc chiến, bao gồm ném bom chiến lược vào các trung tâm dân cư, và đối với sự phát triển vũ khí hạt nhân cũng như hai lần duy nhất sử dụng loại vũ khí này trong chiến tranh.

## 1918 - 1940
- Liên Xô xâm lược Phần Lan (1939)
- Liên Xô xâm lược Ba Lan
- Liên Xô xâm lược Ukraine
- Liên Xô xâm lược các nước Kavkaz (1920-1921)

## 1800 - 1915
Các cuộc xâm lược của đế quốc phong kiến châu Âu xâm lược các nước châu Á, Phi, Mỹ Latin. Tiêu biểu là cuộc xâm lược của Anh, Pháp, Hà Lan, Tây Ban Nha...

## 1700 - 1792
- Chiến tranh 7 năm (1756 - 1763)

## 1200 - 1299

### Các cuộc xâm lược của Mông Cổ
Người Mông Cổ đánh bại nhà Kim, Nam Tống, Tây Hạ sau đó thành lập nhà Nguyên. Quân Mông Cổ tiểp tục mở rộng lãnh thổ về phía Tây và chiếm được các vùng đất ở Trung Á, bán đảo Ả Rập, khu vực Levant, Tiểu Á, một phần Ba Lan, Nam Nga, Ukraina. Về phía Đông, Mông Cổ chiếm được Triều Tiên. Phía Nam mở rộng tới Ấn Độ. Người Mông Cổ thành lập các hãn quốc trên những vùng đất này. Đế chế Mông Cổ cũng lên kế hoạch xâm lược Nhật Bản và Đại Việt song bất thành.
- Mông Cổ xâm lược Khwarezmia
- Chinh phục Siberia
- Chinh phục Tây Liêu
- Bao vây Baghdad
- Chinh phục Caucasus và tiểu Á
- Xâm lược Syria
- Mông Cổ xâm lược Trung Quốc
- Mông Cổ xâm lược Cao Ly
- Mông Cổ xâm lược Đại Việt
- Mông Cổ xâm lược Nhật Bản
- Mông Cổ xâm lược Java
- Mông Cổ xâm lược Rus
- Mông Cổ xâm lược Croatia
- Mông Cổ xâm lược Hungary
- Mông Cổ xâm lược Ba Lan
- Mông Cổ xâm lược Bulgaria
- Mông Cổ xâm lược Áo
- Mông Cổ xâm lược Czech